# Tecomán (község)
Tecomán község Mexikó Colima államának déli részén. Lakossága 2010-ben 112 726 fő volt, a községközpontban, Tecománban 85 689-en éltek. Neve a navatl nyelvű tecol vagy tecolli („nagyapa”) és man („hely”) szavak összetételéből származik, így jelentése: Nagyapáink helye lehet. A község citromtermesztéséről ismert.

## Fekvése
A község Colima állam déli részén fekszik a Csendes-óceán partján (a partvonal hossza több mint 30 km). Egy változó szélességű (8–15 km) parti síkság után meredeken emelkednek a magasba a Déli-Sierra Madre hegyei, a község területén már az 1200 m-es magasságot is elérik. Az éghajlat meleg és viszonylag (főleg nyáron) csapadékos. Állandó folyói az Armería, a Las Pilas, a San Miguel El Ojo de Agua és a Coahuayana, időszakos vízfolyások a Colima, a Las Grullas és a Hondo. Nagyobb tavai az Alcuzahue és az Amela.
A község területének igen kis részét használják legelőnek, mintegy 30%-a vadon (a hegyvidékeken) és több mint 60%-át növénytermesztésre hasznosítják. A tengerparton néhol mangroveerdők húzódnak.

## Népesség
A község lakóinak száma a közelmúltban viszonylag gyorsan nőtt egy rövid időszak kivételével. A változásokat szemlélteti az alábbi táblázat:
| Év   | Lakosság |
| ---- | -------- |
| 1990 | 82 699   |
| 1995 | 91 036   |
| 2000 | 99 289   |
| 2005 | 98 150   |
| 2010 | 112 726  |

## Települései
A községben 2010-ben 378 lakott helyet tartottak nyilván, de elsöprő többségük igen kicsi: 318 településen 10-nél is kevesebben éltek. A jelentősebb helységek:
| Település                                 | Lakosság (2010) |
| ----------------------------------------- | --------------- |
| Tecomán (községközpont)                   | 85 689          |
| Cerro de Ortega                           | 7598            |
| Colonia Bayardo                           | 5689            |
| Madrid                                    | 3790            |
| Cofradía de Morelos                       | 2339            |
| Caleras                                   | 1744            |
| Tecolapa                                  | 868             |
| Colonia Ladislao Moreno                   | 686             |
| San Miguel del Ojo de Agua                | 392             |
| Callejones                                | 335             |
| La Cuarta                                 | 324             |
| Cofradía de Hidalgo (Laguna de Alcuzahue) | 322             |
| Chanchopa                                 | 231             |
| El Saucito                                | 162             |
| La Colonia                                | 138             |
| Arturo Noriega Pizano                     | 123             |
| Boca de Pascuales                         | 101             |